# Powiat Sorachi
Powiat Sorachi (jap. 空知郡 Sorachi-gun) – powiat w Japonii, w prefekturze Hokkaido, podzielony pomiędzy podprefektury Sorachi i Kamikawa. W 2024 roku liczył 31 507 mieszkańców.

## Miejscowości

### Podprefektura Sorachi
- Kamisunagawa
- Naie
- Nanporo

### Podprefektura Kamikawa
- Kamifurano
- Minamifurano
- Nakafurano